# Chinteni
Chinteni en húngaro Kajántó es una comuna Rumania, en el distrito de Cluj. Su población en el censo de 2002 era de 2.786 habitantes.
- Datos: Q16439484

1. ↑  Worldpostalcodes.org,código postal n.º 407205.